# Tetralogía de Spider-Man (UCM)
La tetralogía de Spider-Man es una serie de películas ambientadas en el Universo cinematográfico de Marvel, basada en el personaje ficticio Spider-Man de Marvel Comics, Todas son producidas en una alianza entre Marvel Studios y Sony Pictures (dueños de los derechos del personaje). La tetralogía incluye a Spider-Man: Homecoming (2017), Spider-Man: Lejos de casa (2019), Spider-Man: No Way Home (2021) y Spider-Man: Brand New Day (2026). También como parte del acuerdo, el personaje ha participado en otras producciones del UCM, incluyendo Capitan America: Civil War, Avengers: Infinity War, Avengers: Endgame, y Avengers: Doomsday.
Jon Watts dirige las tres primeras películas películas de la trilogía y recaudó más de 3100 millones de dólares, con un presupuesto de unos 535 millones de dólares. En todas las entregas el personaje principal fue interpretado por Tom Holland.

## Desarrollo
La licencia de Sony adquirida en 1998, que cubre todas las películas de Spider-Man (incluidos 900 personajes relacionados con Spider-Man), es perpetua siempre que Sony estrene una nueva película de Spider-Man al menos una vez cada 5,75 años.
En algún momento de 2014, antes del lanzamiento de The Amazing Spider-Man 2, hubo conversaciones informales entre Amy Pascal y el presidente de Marvel Studios, Kevin Feige, sobre si el mundo y los personajes de las películas de The Amazing Spider-Man (incluida la versión de Andrew Garfield de Spider-Man) podría integrarse retroactivamente en su Universo Cinematográfico (MCU), pero las discusiones no llegaron a nada. Pascal y Avi Arad habían intentado conectar las dos franquicias antes de estas discusiones, y la pareja reveló que tenían la intención de licenciar el diseño de la Torre Oscorp de The Amazing Spider-Man (2012) para que pudiera aparecer en el horizonte de la ciudad de Nueva York de la película del MCU The Avengers (2012), estableciendo la existencia de Spider-Man y elementos asociados en el MCU. Nunca se materializó como resultado de que el diseño del edificio se finalizó demasiado tarde en el proceso de posproducción de la última película. Sony también planteó la idea de hacer una película cruzada entre las películas de The Amazing Spider-Man y las películas de Sam Raimi con Garfield y Tobey Maguire interpretando sus respectivas versiones de Spider-Man con Raimi, según los informes, para dirigir, pero esto tampoco nunca llegó a buen término. En diciembre de 2014, luego del hackeo de las computadoras de Sony Pictures, se reveló que Sony y Marvel Studios habían discutido sobre permitir que Spider-Man apareciera en la película de MCU Capitán América: Civil War (2016) mientras tenían el control de los derechos restantes de la película con Sony. Las conversaciones entre los estudios luego se rompieron. En cambio, Sony había considerado que Raimi regresara para dirigir una nueva trilogía.
El 9 de febrero de 2015, Sony Pictures y Marvel Studios anunciaron que Spider-Man aparecería en el MCU, con el personaje apareciendo en una película del MCU y Sony lanzando una película de Spider-Man coproducida por Feige y Pascal. Sony Pictures continuaría siendo propietaria, financiando, distribuyendo y ejerciendo el control creativo final sobre las películas de Spider-Man. Feige declaró que Marvel había estado trabajando para agregar a Spider-Man al MCU desde al menos octubre de 2014.  El mes siguiente, el CCO de Marvel Entertainment, Joe Quesada, indicó que se usaría la versión del personaje de Peter Parker,  que Feige confirmó en abril. En junio siguiente, Feige aclaró que el acuerdo inicial de Sony no permitía que el personaje apareciera en ninguna de las series de televisión de MCU , ya que era "muy específico... con una cierta cantidad de ida y vuelta permitida". 
Tom Holland, quien interpreta a Peter Parker / Spider-Man en el MCU, reveló en noviembre de 2016 que firmó para "tres películas de Spider-Man y tres películas en solitario". En junio de 2017, Holland, Feige y Jon Watts, director de las películas de MCU Spider-Man, confirmaron que un niño (interpretado por Max Favreau) con una máscara de Iron Man a quien Tony Stark salva de un dron en Iron Man 2 (2010), era un joven Peter Parker, convirtiéndolo retroactivamente en la introducción del personaje al MCU.
En agosto de 2019, Disney y Sony no pudieron llegar a un nuevo acuerdo con respecto a las películas de Spider-Man, y se dijo que Marvel Studios y Feige ya no participarían en ninguna película futura. Deadline Hollywood señaló que Disney esperaba que las películas futuras fueran un "acuerdo de cofinanciación 50/50 entre los estudios", con la posibilidad de extender el trato a otras películas relacionadas con Spider-Man, una oferta que Sony rechazó y no contrarrestó. En cambio, Sony esperaba mantener los términos del acuerdo anterior, donde Marvel recibiría el 5% de los ingresos brutos teatrales iniciales de la película, y Disney se negó. The Hollywood Reporter agregó que la falta de un nuevo acuerdo vería el final del Spider-Man de Holland en el UCM. Variety citó fuentes no identificadas que afirmaban que las negociaciones habían "llegado a un punto muerto" y que aún se podía llegar a un nuevo acuerdo. El 24 de agosto, Feige habría comentado en la D23 Expo de Disney: "Pudimos hacer cinco películas dentro del MCU con Spider-Man: dos películas independientes y tres con los Vengadores. Fue un sueño que nunca pensé que sucedería. Nunca estuvo destinado a durar para siempre. Sabíamos que había una cantidad finita de tiempo en el que podríamos hacer esto, y contamos la historia que queríamos contar, y siempre estaré agradecido por eso".
Al mes siguiente, en respuesta a las protestas de los fanáticos, Disney y Sony llegaron a un nuevo acuerdo, que incluye una tercera película de Spider-Man y otra película, ambas ambientadas en el MCU. En ese momento, Watts entró en negociaciones finales para volver como director. En noviembre de 2021, Pascal reveló en una entrevista que Sony y Marvel Studios continuarán colaborando para otra trilogía de películas ambientadas en el MCU. 

## Películas

### Saga principal
| Película                  | Fecha de lanzamiento    | Director              | Guionista (s)                                                                                        | Productor                |
| ------------------------- | ----------------------- | --------------------- | --- | ------------------------ |
| Spider-Man: Homecoming    | 7 de julio de 2017      | Jon Watts             | John Francis Daley, Jonathan M. Goldstein, Christopher Ford, Jon Watts, Chris McKenna & Erik Sommers | Kevin Feige y Amy Pascal |
| Spider-Man: lejos de casa | 2 de julio de 2019      | Jon Watts             | Chris McKenna & Erik Sommers                                                                         | Kevin Feige y Amy Pascal |
| Spider-Man: No Way Home   | 17 de diciembre de 2021 | Jon Watts             | Chris McKenna & Erik Sommers                                                                         | Kevin Feige y Amy Pascal |
| Spider-Man: Brand New Day | 31 de julio de 2026     | Destin Daniel Cretton | Chris McKenna & Erik Sommers                                                                         | Kevin Feige y Amy Pascal |

#### Spider-Man: Homecoming(2017)
Dos meses después de los terribles acontecimientos de Capitán América: Civil War, Peter Parker, con la ayuda de su mentor Tony Stark, trata de equilibrar su vida como un estudiante de secundaria en Queens, y su lucha contra el crimen como Spider-Man mientras se enfrenta a una nueva amenaza, el Buitre.

#### Spider-Man: Lejos de casa(2019)
Posteriormente a los eventos de Avengers: Endgame y tras 8 meses de la muerte de su mentor Tony Stark, Peter Parker se va de vacaciones a Europa con sus amigos Ned y Michelle; pero sus vacaciones van a tener que esperar ya que se verá obligado a unirse a Mysterio con el objetivo de detener a los Elementales, unos extraños seres que nadie sabe de dónde vienen pero dispuestos a acabar con todo lo que se les atreviese en su camino.

#### Spider-Man: No Way Home(2021)
Después de que la identidad de Peter Parker como Spider-Man es expuesta por Mysterio al final de Spider-Man: Lejos de casa, la vida y la reputación de Parker son puestas patas arriba. Para arreglar este asunto, Peter decide contactar al Dr. Stephen Strange para que este lo ayude a restaurar su antigua identidad secreta con magia, pero a raíz de esto, algo sale terriblemente mal en el encantamiento y provoca una fractura en el multiverso, causando que cinco supervillanos de otras realidades alternas (que previamente han luchado contra un Spider-Man en sus respectivas dimensiones) ingresen a su universo.
Una versión extendida de la película, titulada "Spider-Man: No Way Home - The More Fun Stuff Version", se lanzó en cines en setiembre de 2022, con 11 minutos extras de duración y nuevas escenas.

#### Spider-Man: Brand New Day(2026)
El 20 de agosto de 2019, Deadline informó que se estaba desarrollando una cuarta película de Spider-Man junto con Spider-Man: No Way Home.
El 29 de noviembre de 2021, Amy Pascal confirmó el desarrollo de una cuarta película del Hombre Araña con Marvel Studios, con Tom Holland retomando el papel. Ella reveló que se desarrollarían más películas protagonizadas por Tom Holland, ambientadas dentro del Universo cinematográfico de Marvel y que la cuarta película sería la primera de una nueva trilogía.
El 18 de diciembre de 2021, Kevin Feige confirmó oficialmente que una cuarta película de Spider-Man estaba en desarrollo activo, para no repetir el "trauma de separación" que los fanáticos soportaron después del lanzamiento de Spider-Man: Far From Home.
En enero de 2024, se reportó que hubo un desacuerdo entre las productoras, ya que Sony busca incluir más sobre su multiverso en Spider-Man 4, mientras que Marvel Studios y Tom Holland buscan una trama más callejera
En octubre de 2024, Sony Pictures confirmó la fecha de estreno de la cuarta película, programada para el 24 de julio de 2026, además de anunciar a Daniel Cretton como director de la cinta. Tom Holland y Zendaya fueron anunciados para regresar a interpretar sus personajes, así como el inicio de la fecha de rodaje de la película en verano de 2025.
El 31 de marzo de 2025, durante el evento privado Cinemacon, se anunció el título de esta cuarta entrega, Spider-Man: Brand New Day, y que su estreno sería finalmente el 31 de julio de 2026.

## Reparto y personajes
|                                           |
| Tom Holland, protagonista de la trilogía. |

|                                                   |
| Marisa Tomei, personaje principal de la trilogía. |

|                                              |
| Zendaya, personaje principal de la trilogía. |

|                                                     |
| Jacob Batalon, personaje secundario de la trilogía. |

|                                                 |
| Robert Downey Jr., personaje principal del UCM. |

|                                                 |
| Samuel L. Jackson, personaje principal del UCM. |

|                                                    |
| Benedict Cumberbatch, personaje principal del UCM. |

|                                                                  |
| Michael Keaton, antagonista principal de Spider-Man: Homecoming. |

|                                                                      |
| Jake Gyllenhaal, antagonista principal de Spider-Man: Lejos de casa. |

|                                                           |
| Alfred Molina, co-antagonista de Spider-Man: No Way Home. |

|                                                                 |
| Thomas Haden Church, co-antagonista de Spider-Man: No Way Home. |

|                                                        |
| Jamie Foxx, co-antagonista de Spider-Man: No Way Home. |

|                                                        |
| Rhys Ifans, co-antagonista de Spider-Man: No Way Home. |

|                                                                 |
| Willem Dafoe, antagonista principal de Spider-Man: No Way Home. |

|                                                                 |
| Tom Hardy personaje principal del SSU y personaje menor del UCM |

|                                               | Spider-Man: Homecoming (2017) | Spider-Man: Lejos de casa (2019) | Spider-Man: No Way Home (2021) |
| --------------------------------------------- | ----------------------------- | -------------------------------- | ------------------------------ |
| Peter Parker Spider-Man                       | Tom Holland                   | Tom Holland                      | Tom Holland                    |
| Peter Parker Friendly Neighborhood Spider-Man |                               |                                  | Tobey Maguire                  |
| Peter Parker The Amazing Spider-Man           |                               |                                  | Andrew Garfield                |
| May Parker                                    | Marisa Tomei                  | Marisa Tomei                     | Marisa Tomei                   |
| Michelle "MJ" Jones-Watson                    | Zendaya                       | Zendaya                          | Zendaya                        |
| Ned Leeds                                     | Jacob Batalon                 | Jacob Batalon                    | Jacob Batalon                  |
| Happy Hogan                                   | Jon Favreau                   | Jon Favreau                      | Jon Favreau                    |
| Tony Stark Iron Man                           | Robert Downey Jr.             | Robert Downey Jr. Archivo        |                                |
| Eugene "Flash" Thompson                       | Tony Revolori                 | Tony Revolori                    | Tony Revolori                  |
| Betty Brant                                   | Angourie Rice                 | Angourie Rice                    | Angourie Rice                  |
| Adrian Toomes Buitre                          | Michael Keaton                |                                  |                                |
| Liz Allan                                     | Laura Harrier                 |                                  |                                |
| Nick Fury                                     |                               | Samuel L. Jackson                |                                |
| Maria Hill                                    |                               | Cobie Smulders                   |                                |
| Quentin Beck Mysterio                         |                               | Jake Gyllenhaal                  | Jake Gyllenhaal Archivo        |
| Dr. Stephen Strange                           |                               |                                  | Benedict Cumberbatch           |
| Wong                                          |                               |                                  | Benedict Wong                  |
| Otto Octavius Doctor Octopus                  |                               |                                  | Alfred Molina                  |
| Flint Marko Hombre de Arena                   |                               |                                  | Thomas Haden Church            |
| Max Dillon Electro                            |                               |                                  | Jamie Foxx                     |
| Curt Connors Lagarto                          |                               |                                  | Rhys Ifans                     |
| Norman Osborn Duende Verde                    |                               |                                  | Willem Dafoe                   |

## Estreno
- Spider-Man: Homecoming tuvo su premier mundial en el TCL Chinese Theatre en Hollywood el 28 de junio de 2017,[22] y se estrenó en el Reino Unido el 5 de julio.[23] Debutó en otros mercados internacionales el 6 de julio,[24] con 23 400 pantallas (277 de las cuales eran IMAX) en 56 mercados para su fin de semana de estreno.[25] La película se estrenó en Estados Unidos el 7 de julio,[26] en 4348 salas (392 eran IMAX y IMAX 3D, y 601 eran en gran formato premium),[27] incluyendo funciones 3D. Originalmente iba a estrenarse el 28 de julio.[26]

- Spider-Man: Lejos de casa tuvo su estreno mundial en Hollywood el 26 de junio de 2019.[28] La película fue estrenada el 28 de junio de 2019 en China y Japón[29] y en los Estados Unidos el 2 de julio de 2019[30] en 3D e IMAX. Originalmente estaba programado para ser estrenado el 5 de julio.[31] La película fue reestrenada el fin de semana del Día del Trabajo con cuatro minutos de imágenes adicionales.[32]

- Spider-Man: No Way Home tuvo su premiere mundial en Fox Village Theatre en Los Ángeles el 13 de diciembre de 2021,[33] se estrenó en Latinoamérica y en el Reino Unido, el 15 de diciembre de 2021,[34] y en Estados Unidos el 17 de diciembre de 2021.[35] Anteriormente, estaba programada para su estreno el 16 de julio de 2021,[36] pero se retrasó hasta el 5 de noviembre de 2021,[37] antes de que se cambiara a la fecha de diciembre de 2021, debido a la pandemia de COVID-19.[38]

## Recepción

### Taquilla
| Película                  | Estreno (EE. UU.)       | Ingresos        | Ingresos        | Ingresos        | Posición  | Posición | Presupuesto    | Referencia |
| Película                  | Estreno (EE. UU.)       | Estados Unidos  | Internacional   | Mundial         | Dómestico | Mundial  | Presupuesto    | Referencia |
| ------------------------- | ----------------------- | --------------- | --------------- | --------------- | --------- | -------- | -------------- | ---------- |
| Spider-Man: Homecoming    | 7 de julio de 2017      | $ 334.201.140   | $ 545.965.784   | $ 880.166.924   | 61        | 63       | $ 175 millones | [ 39 ]     |
| Spider-Man: Lejos de casa | 2 de julio de 2019      | $ 390.410.136   | $ 740.685.131   | $ 1.131.524.267 | 38        | 23       | $ 160 millones | [ 40 ]     |
| Spider-Man: No Way Home   | 17 de diciembre de 2021 | $804,667,830    | $1,088,000,000  | $1,892,667,830  | 12        | 6        | $200 millones  | [ 41 ]     |
| Total                     | Total                   | $ 1.529.279.106 | $ 2.374.650.915 | $ 3.904.359.021 | #54       | #34      | $ 535 millones |            |

### Crítica
| Película                  | Rotten Tomatoes        | Rotten Tomatoes          | Rotten Tomatoes      | Metacritic      | IMDb                | FilmAffinity       | CinemaScore |
| Película                  | Reacción de la crítica | Críticos más importantes | Reacción del público | Metacritic      | IMDb                | FilmAffinity       | CinemaScore |
| ------------------------- | ---------------------- | ------------------------ | -------------------- | --------------- | ------------------- | ------------------ | ----------- |
| Spider-Man: Homecoming    | 92% (400 reseñas)      | 91% (76 reseñas)         | 87% (100 025 votos)  | 73 (51 reseñas) | 7.4 (687 000 votos) | 6.3 (33 312 votos) | A           |
| Spider-Man: Lejos de casa | 90% (458 reseñas)      | 86% (78 reseñas)         | 93% (50 000 votos)   | 69 (55 reseñas) | 7.4 (523 000 votos) | 6.2 (26 924 votos) | A           |
| Spider-Man: No Way Home   | 93% (426 reseñas)      | 90% (71 reseñas)         | 96% (50 000 votos)   | 71 (60 reseñas) | 8.2 (814 000 votos) | 7.0 (27 509 votos) | A           |
| Promedio                  | 92%                    | 91%                      | 92%                  | 71              | 7.7                 | 6.5                | A           |